# Gert Herunter
Gert Herunter (* 9. März 1942 in Witzenhausen, Deutschland) ist ein ehemaliger österreichischer Zehnkämpfer, Sprinter und Hürdenläufer.

## Karriere
Bei den Leichtathletik-Europameisterschaften 1966 in Budapest kam er auf den 15. Platz, und bei den Olympischen Spielen 1968 in Mexiko-Stadt brach er den Wettkampf nach der siebten Disziplin ab.
Über 60 m erreichte er bei den Leichtathletik-Halleneuropameisterschaften 1970 in Wien das Halbfinale und schied 1971 in Sofia im Vorlauf aus.
Je einmal wurde er Österreichischer Meister im Zehnkampf (1968), 100 m (1970), 200 m (1970) und 110 m Hürden.

## Persönliche Bestleistungen
- 60 m (Halle): 6,6 s, 23. März 1969, Wien
- 100 m: 10,3 s, 4. Oktober 1968, Mexiko-Stadt
- 200 m: 20,9 s, 5. Oktober 1968, Mexiko-Stadt
- 110 m Hürden: 14,3 s, 11. Juli 1970, Linz
- Zehnkampf: 7341 Punkte, 2. Juli 1967,	Linz